# Tan Hong Djien
Tan Hong Djien (12 de janeiro de 1916 - data de morte desconhecida) foi um futebolista indonésio.

## Carreira
Tan Hong Djien fez parte do elenco da histórica Seleção das Índias Orientais Holandesas que disputou a Copa do Mundo de 1938.